# Uvač
Uvač este un sat din comuna Kolašin, Muntenegru. Conform datelor de la recensământul din 2003, localitatea are 2 locuitori (la recensământul din 1991 erau 15 locuitori).

## Demografie
În satul Uvač locuiesc 2 persoane adulte, iar vârsta medie a populației este de 68,0 de ani (67,5 la bărbați și 68,5 la femei). În localitate sunt 1 gospodărie, iar numărul mediu de membri în gospodărie este de 2,00.
|  |

| Demografie | Demografie | Demografie |
| An         | Locuitori  | Locuitori  |
| ---------- | ---------- | ---------- |
|            |            |            |
|            |            |            |
|            |            |            |
|            |            |            |
| 1948       | 109        |            |
| 1953       | 111        |            |
| 1961       | 53         |            |
| 1971       | 30         |            |
| 1981       | 69         |            |
| 1991       | 15         | 15         |
| 2003       | 2          | 2          |

| \| Componența etnică conform recensământului din 2003[2] \| Componența etnică conform recensământului din 2003[2] \| Componența etnică conform recensământului din 2003[2] \| Componența etnică conform recensământului din 2003[2] \| Componența etnică conform recensământului din 2003[2] \| \| ----------------------------------------------------- \| ----------------------------------------------------- \| ----------------------------------------------------- \| ----------------------------------------------------- \| ----------------------------------------------------- \| \| \| \| \| \| \| \| Sârbi \| Sârbi \| \| 2 \| 100% \| \| necunoscută \| necunoscută \| \| 0 \| 0% \| |             |  |   |      |
| Componența etnică conform recensământului din 2003 |             |  |   |      |
| |             |  |   |      |
| Sârbi | Sârbi       |  | 2 | 100% |
| necunoscută | necunoscută |  | 0 | 0%   |